# Шеманский, Александр Леонидович
Алекса́ндр Леони́дович Шема́нский (11 мая 1900, Иркутск — 1 апреля 1976, Лос-Анджелес) — артист оперы (тенор) и драматический актёр.

## Биография
Обучался в Иркутском кадетском корпусе, в Гражданскую войну служил подпоручиком на Восточном фронте. Эмигрировал в Харбин, занимался вокалом у Осиповой-Заржевской. В эмиграции был солистом Харбинской оперы при Железнодорожном Собрании, гастролировал с итальянской оперной труппой «Капри» в азиатских странах. В Харбине в 1936 году выступал в концерте вместе с Ф. И. Шаляпиным. В 1960-х гг. переехал в США, преподавал вокал в Лос-Анджелесе.

## Творчество
Исполнял партии: в «Риголетто»-Герцога, в «Кармен»-Хозе, в «Паяцах»-Канио, в «Аиде»-Радамеса, в «Сказках Гофмана»-Гофмана, в «Пиковой Даме»-Германа.